# هارولد ميخائيل
هارولد ميخائيل (بالإنجليزية: Harold Michael)‏ هو سياسي أمريكي، ولد في 9 أكتوبر 1943. نشط حزبياً في الحزب الديمقراطي.

## وصلات خارجية
- الموقع الرسمي